# Sonny Cohn
George T. Cohn (Chicago, 14 maart 1925 - aldaar, 7 november 2006) was een Amerikaanse jazztrompettist. Hij speelde bij Red Saunders en in het orkest van Count Basie.
Cohn speelde al trompet toen hij negen jaar oud was. Hij trad op met verschillende kleine groepen in Chicago en werd in 1945 aangenomen door bandleider Red Saunders, op aanbeveling van bandlid Leon Washington, een saxofonist. Cohn speelde op de eerste opnamen van Saunders, uitgekomen op onder meer Savoy. Ook begin jaren vijftig is hij op Saunders' opnamen te horen, voor Okeh Records, Parrot Records en Blue Lake Records. Bij Saunders werd hij opgemerkt door bandleider Count Basie, waarvoor hij van 1960 tot 1984 zou werken. Als Basies eerste trompettist is hij te horen op talloze albums die de band maakte, onder meer met Frank Sinatra en Ella Fitzgerald. Voor Basie arrangeerde hij ook en hij was tevens lange tijd roadmanager. Na Basies overlijden bleef hij nog zes jaar actief in het orkest. Daarna speelde hij in de band van Morris Ellis en met saxofonist Von Freeman. Met Basie of als studiomuzikant heeft hij op zo'n 185 platen gespeeld.
- Bibsys: 1005087
- Bibliothèque nationale de France: cb138926181 (data)
- Gemeinsame Normdatei: 1019628332
- International Standard Name Identifier: 0000 0000 8001 9908
- Library of Congress Control Number: no92003392
- MusicBrainz: ffe10ea3-ac4f-4633-812d-d9fb8d30c69b
- SNAC: w68f4bjm
- Système universitaire de documentation: 15683930X
- Virtual International Authority File: 70955337
- WorldCat: E39PBJcWxQgfjMJxhDtj9c8V4q